# Rácz Lajos (tanár)
Rácz Lajos (Mád (Zemplén vármegye), 1864. április 15. – Sárospatak, 1934. augusztus 1.) bölcseleti doktor, filozófiai író, lapszerkesztő, református lelkész, főiskolai tanár.

## Élete
Mádon született, ahol apja, Rácz Lajos református lelkész volt. 1874 szeptember elején apja, mint cseregyermeket Szepesbélára vitte, ahol a német nyelv elsajátítása mellett, magánúton a gimnázium I. osztályát is elvégezte, egyik magántanára Weber Samu evangélikus lelkész volt. A következő iskolai évet (1875-76.) a késmárki evangélikus líceumban töltötte. 1876. szeptember 1-jén Sárospatakra ment a III. gimnáziumi osztályba és ezentúl úgy gimnáziumi, mint akadémiai tanulmányait ugyanott a református kollégiumban 1882-ben végezte. Ugyanazon év szeptemberében a sárospataki teológiai akadémiára iratkozott be. Teológiai tanulmányai mellett a német és francia nyelvet és irodalmat is tanulta. A teológiai tanfolyamot 1886 júniusában végezte be, midőn első lelkészképesítő vizsgát tett, a második lelkészi vizsgálatot 1888 szeptemberében tette le. Az 1886-87. iskolai évre őt választotta a tanári kar a főiskola seniorává és a progimnáziumi osztály tanítójává. 1887 augusztus végén külföldi tanulmányútra indult. A német és francia nyelv mellett főként a bölcseletet és pedagógiát óhajtotta tanulmányozni. Bécsben és Münchenben a műkincseket tekintette meg, Lipcsében bölcseleti karba iratkozott be, elsősorban Wundt, Heinze, Strümpell és Masius előadásainak hallgatására. 1888 tavaszán Párizsba utazott, ahol öt hétig tartózkodott; a nyári félévre ismét visszatért Lipcsébe. A pünkösdi szünidő alatt Berlinben volt és augusztus hó közepén tért vissza hazájába. Az 1888-1889. iskolai évet a budapesti egyetemen töltötte, főként a bölcselet, pedagógia és esztétika tanulásával. 1889 szeptemberében a sárospataki református főiskolában lett a német, francia nyelv és irodalom és bölcselet rendkívüli tanára. 1892 szeptemberében a filozófia, pedagógia és esztétika doktorává avattatott fel a budapesti egyetemen. 1894 májusában középiskolai tanári oklevelet szerzett a német és francia nyelv és irodalomból és a bölcseletből. 1894 szeptemberében rendes tanár, 1902 júniusában a főgimnázium igazgatója lett (az 1902-08. évekre). 1907-ben a sárospataki református teológiai akadémián a bölcsészet tanárává választották. Választmányi tagja volt a Magyar Philosophiai Társaságnak, egyik aljegyzője az Országos Református Tanáregyesületnek. A szünidők alatt többször tett külföldi utazást.

## Írásai
Cikkei a következő lapokban és folyóiratokban: Fővárosi Lapok (1882. A szepesbélai cseppkőbarlang megnyitása, Kirándulás a zöld-tóhoz, A halastó, 1887. A franczia nők nevelése és hivatása, A színházi fütty, 1888. A Shakespeare-kérdés, A shakespearei színművek eredete); Képes Családi Lapok (1882. Alvás és álom, A lefejezett ember); több évig munkatársa volt a Zemplénnek, a Borsodmegyei Lapoknak és a Tolnavármegyének, amelyekbe eredeti és németből, franciából fordított tárcákat írt; 1887-től munkatársa lett a Sárospataki Lapoknak, amelyben nagyobb cikkein kívül (1888. 38., 40-43. sz. A logos-tan eredete és kifejlődése a görög bölcseletben, 1895. A német nyelv a középiskolákban); főként könyvismertetéseket és külföldi szemlét írt; 1895-ben és 1896-ban a lapnak főmunkatársa volt); Magyar Philosophiai Szemle (1888. A tudományok osztályzásáról, Wundt után, 1889. A bölcsészet viszonya a theologiához, P. Janet után és könyvism.); Pesti Hírlap (1890. szept. 14. Károli Gáspár); Protestáns Szemle (1893. Renan Ernő, 1895. A chicagói vallás-cogressus, 1896. Azevangeliomi és a pápás egyház, 1898. Római álláspont és modern philosophia Paulsen F. után, 1899. Jézus és Buddha, kereszténység és buddhismus, 1900. Kalvin élete és irodalmi munkássága, könyvism., 1901. Két angol darwinista, 1902. Vallás és iskola Irországban, 1904. Természettudomány és vallás, 1905. A Schiller-ünnepély alkalmából); Őrálló ( 1894. Az akadémia és az idegen szók írésa, 1895. Természeti törvény a szellemi világban); Dunántúli Prot. Lap (1895. Válasz az észrevételekre); Magyar Paedagogia (1897. Egy modern philosophus mint paedagogus); Budapesti Szemle (1898. Comte Ágoston élete, philosophiája, 1899. Voltaire a vádlottak padján, 1900. Kant és a censura, 1902. Fichte és a tudomány szabadsága, 1903. Haeckel philosophiája, 1904. Stäelné és Napoleon, Kant Immanuel); Egyetértés (1893. júl. 23. A millenium megünneplése, 1899. aug. 28. Gőthe és Friderika); Pesti Napló (1896. márc. 31. Descartes és a nők); Erdélyi Múzeum (1901. Goethe és Napoleon); Orsz. Középiskolai Tanéregyesület Közlönye (1901., 1902. könyvism.); Századok (1902. Igazság vagy tévedés?); Tiszántúli ev. ref. tanáregyesület Évkönyve (1902. évzáró vizsgálatokról); Philosophiai Társaság Közleményei (1903. könyvism.); könyvismertetéseket, bírálatokat írt 1896-tól a Budapesti Szemlébe (L-s), a Protestáns Szemlébe (-z -s), az Erdélyi Múzeumba. A berlini Deutsche Literaturzeitungban 1900-tól rendszeresen ismertette a magyar filozófiai irodalom nevezetesebb termékeit. 1901-ben egészen újra átdolgozta az Überweg-Heinze-féle Grundriss der Geschichte der Philosophie IX. kiadásának II. kötete számára a magyar filozófia történetét, ugyanazt 1905-ben a X. kiadás számára az újabb filozófiai termékekkel bővítette.

## Munkái
- Descartes psychologiájának alapvonalai. Sárospatak, 1892.
- A mai psychologia álláspontja. Uo. 1894.
- Melanchthon emlékezete. Debreczen, 1897.
- Descartes emlékezete. Irta Thomas, ford. Budapest, 1896. (Olcsó Könyvtár 368.).
- A lélektan alapvonalai. Írta Wundt Vilmos, ford. Uo. 1898. (Ism. Prot. Szemle, M. Paedagogia, M. Tanítóképző).
- Német olvasókönyv (Deutsches Lesebuch). A gymnasiumok V-VI. osztálya számára. Szerk. Sárospatak, 1899. (Gymnasiumi Könyvtár 24. Ism. Hivatalos Közlöny 1900. 15. sz. megjegyzés és észrevételekkel).
- Wundt jelentősége a filozófiában. Bpest, 1903. (Három füzet. M. Filozófiai Társaság Közleményei VI-VIII.).
- Spinoza. Írta Renan Ernő, ford. Uo. 1903. (Olcsó Könyvtár 1294.).
- Schiller emlékezete Szegszárd, 1905. (2., 3. és 9. sz. munkák különnyomatok).
- Rousseau és Sauttersheim. Bp. 1913.
- Rousseau élete és művei. Bp. 1928. (A Magyar Tudományos Akadémia Könyvkiadó Vállalata)
- Újabb vizsgálódások az emberi értelemről. Írta Leibniz, ford. Bp. 1930.
- Comenius Sárospatakon. Bp. 1931.
- Ribot, Lelki öröklés c. művének fordítását revideálta, illetőleg egészen átdolgozta.

Szerkesztette a Sárospataki Ifjúsági Közlönyt 1884-85. és 1885-86. két évf. és a sárospataki ev. ref. főiskola Értesítőjének főgymnasiumi részét 1903., 1904., és 1905-ben és szerkesztette a Sárospataki Református Lapokat 1905. július 1-től.

## Jegyei
L-s, -z-s., R-s.